# Hammy McMillan Jr.
Hammy McMillan jr. (født 29. maj 1992) er en britisk curlingspiller.
Han repræsenterede Storbritannien under vinter-OL 2022 i Beijing, hvor han vandt sølv.